# Sveučilište Santa Clara
Sveučilište Santa Clara privatno je sveučilište u američkoj saveznoj državi Kalifornija. Sveučilište je osnovano 1851. godine i pohađa ga oko 9 000 studenata. Santa Clara University je najstarije i danas otvoreno sveučilište u Kaliforniji.

## Vanjske poveznice
- službena stranica